# Hollín

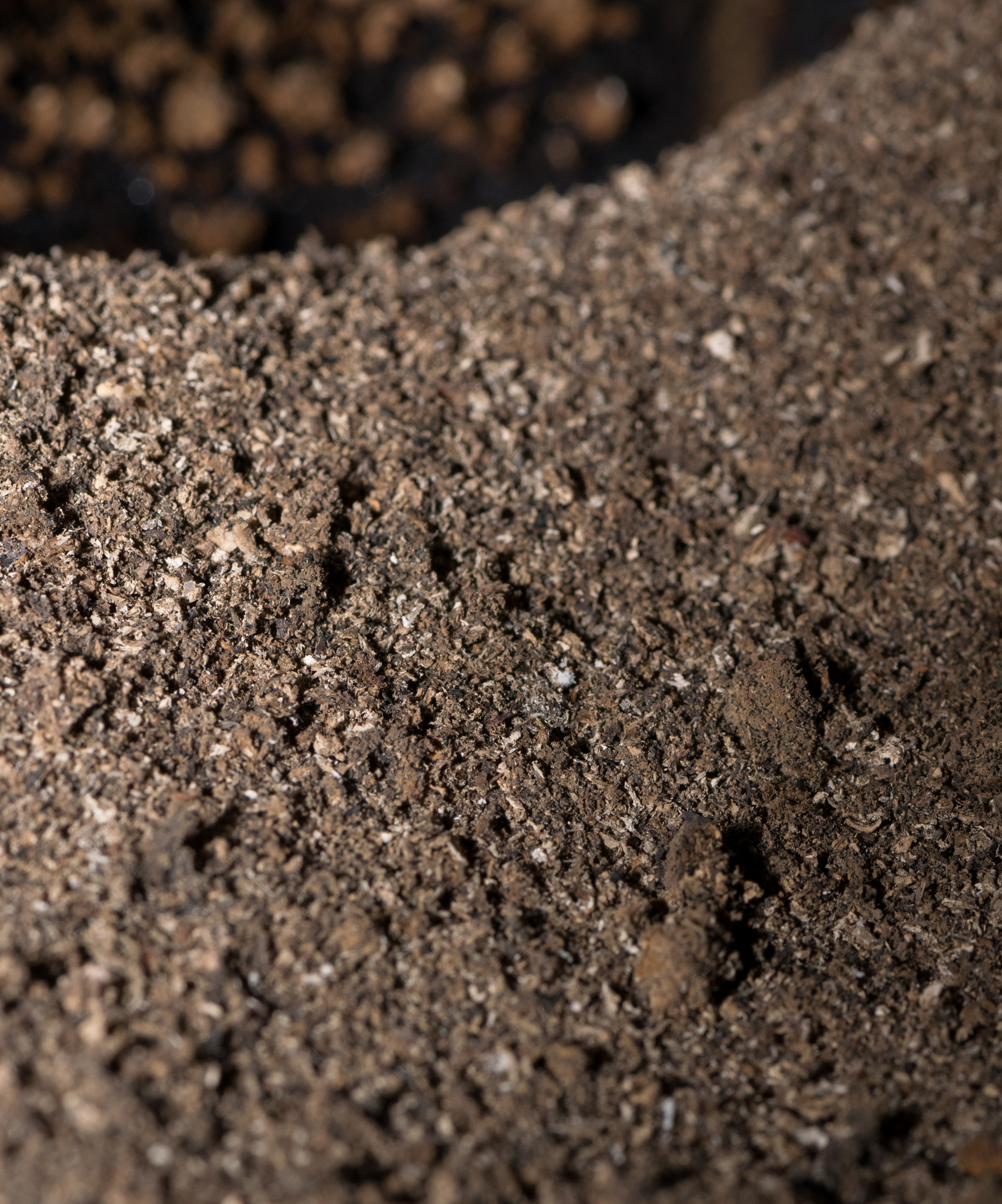
Hollín acumulado sobre una superficie

Se llama hollín a las partículas sólidas de tamaño muy pequeño (de 25 a 700 nanómetros) en su mayoría compuestas de carbono negro impuro, pulverizado, y generalmente de colores oscuros más bien negruzcos resultantes de la combustión incompleta o pirólisis de un material orgánico (que contiene carbono) como madera, carbón, fueloil, residuos de aceite, papel, plásticos y desperdicios domésticos.
En general tiene un contenido de carbono de hasta el 60 %, un alto contenido de material inorgánico y una fracción orgánica.
Su aspecto es similar a la ceniza pero con un tono más negro.
El hollín causa cáncer y enfermedades pulmonares.
Es la segunda causa más importante del calentamiento global.

## Descripción
La formación de hollín es un proceso complejo, una evolución de la materia en la que un número de moléculas atraviesan muchas reacciones físicas y químicas en cuestión de milisegundos.
El hollín es carbono amorfo en forma parecida al polvo. El hollín en fase gaseosa contiene hidrocarburos aromáticos policíclicos (HAP).
Los HAP en el hollín son mutágenos conocidos y están clasificados como un carcinógeno para los humanos por el International Agency for Research on Cancer (IARC).
El hollín se forma durante la combustión incompleta de moléculas precursoras como el acetileno. Consiste en nanopartículas aglomeradas con diámetros entre 6 y 30 nm.
Las partículas de hollín pueden mezclarse con óxidos metálicos y con minerales y pueden recubrirse con ácido sulfúrico.
En los últimos estudios se recomienda usar el término hollín refractario (refractory black carbon, rBC).

## Mecanismo de formación del hollín
Muchos detalles de la química de la formación del hollín permanecen sin respuesta, pero hay algunos acuerdos:
- El hollín comienza con algún precursor químico o sobre alguna superficie como la pared de una chimenea.
- Se produce una nucleación de moléculas pesadas para formar partículas.
- El crecimiento de la superficie de la partícula se produce al absorber moléculas en fase gaseosa.
- La coagulación se produce por colisiones partícula-partícula reactivas
- La oxidación de las moléculas y las partículas de hollín reduce la formación de hollín.

## Riesgos
El hollín es responsable de más de la cuarta parte de la polución del aire.
Entre los componentes de la polución la materia particulada (PM) es una preocupación seria para la salud humana debido a su impacto directo en los pulmones. En el pasado los médicos asociaron la materia particulada PM10 (diámetro < 10 μm) con la enfermedad pulmonar oclusiva crónica (EPOC), el cáncer de pulmón, el asma, la gripe y una tasa de mortalidad mayor. En estudios recientes se muestran mayores correlaciones con la materia particulada fina (PM2.5) y ultrafina (PM0.1).
La exposición prolongada al aire urbano que contiene hollín aumenta el riesgo de enfermedades coronarias.
El hollín produce en los deshollinadores cáncer de piel y de pulmón como enfermedades profesionales. También está asociado al cáncer de vejiga.

## Modelo de hollín
Es difícil crear un modelo matemático del mecanismo del hollín debido al gran número de componentes primarios del diésel, el mecanismo complejo de la combustión y las interacciones heterogéneas durante la formación del hollín.
Los modelos de hollín entran en tres grupos:
- Empíricos: Ecuaciones que se ajustan para perfiles experimentales de hollín.
- Semiempíricos: Combinan ecuaciones matemáticas y algunos modelos empíricos usados para densidad de partículas, volumen de hollín y fracción de masa.
- Mecanismos teóricos detallados: Cubren modelos físicos y de cinética química en todas las fases.[2]

Los modelos empíricos usan correlaciones de datos experimentales para predecir tendencias en la producción de hollín. Son fáciles de implementar y proporcionan correlaciones excelentes para un conjunto de condiciones operativas. Sin embargo, no se pueden usar para investigar los mecanismos subyacentes en la producción de hollín. Estos modelos no son lo suficientemente flexibles para manejar cambios en las condiciones operativas. Solo son útiles para probar experimentos diseñados previamente bajo condiciones específicas.
Los modelos semiempíricos resuelven ecuaciones que están calibradas usando datos experimentales. Reducen los costes comuputacionales al simplificar la química de la formación de hollín y la oxidación. Reducen el tamaño del mecanismo químico y usan moléculas más simples, como el acetileno como precursor.
Los modelos teóricos detallados usan mecanismos químicos que contienen cientos de reacciones químicas para producir concentraciones de hollín. Estos modelos contienen todos los componentes presentes en la formación de hollín con un alto nivel de detalle de procesos químicos y físicos. Normalmente son más costosos para programar, operar y proporcionar soluciones debido al tiempo computacional requerido.

## Calentamiento global
El hollín tiene un importante papel en el sistema climático de la Tierra ya que influye en la absorción solar directa, en la formación de nubes líquidas, de fase mixta y de hielo, y en la deposición de hielo y nieve. En 2013 se estimaba que el dióxido de carbono era la primera causa del calentamiento global y el hollín era la segunda.
La mayor parte del hollín atmosférico es debida a actividades humanas.
Los motores diésel contribuyen al 70% de las emisiones de hollín en Europa, Norteamérica y Suramérica. A nivel global los motores diésel contribuyeron al 20% de las emisiones totales de hollín en 2000 excluyendo los motores de barcos.
El hollín tiene las siguientes características:
- Absorbe fuertemente la luz visible con una sección de absorción de masa de al menos 5 m2g–1 a una longitud de onda de 550 nm.
- Es refractario (mantiene su forma básica a altas temperaturas) con una temperatura de vapor cercana a 4000 K.
- Es insoluble en agua, solventes orgánicos incluidos el metanol y la acetona y otros componentes del aerosol atmosférico.
- Existe como agregado de pequeñas esferas de carbono.[5]

## Motores diésel

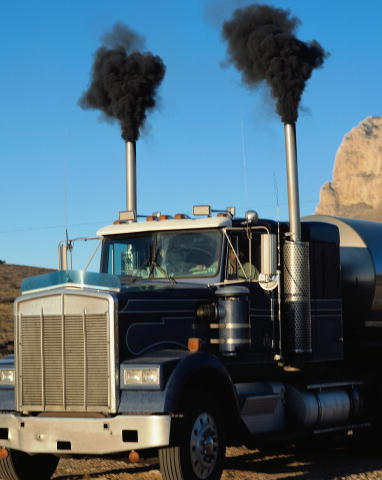
Hollín del escape de un camión diésel

El humo diésel es uno de los grandes contribuyentes de la materia particulada en la polución del aire.
En estudios experimentales con humanos dentro de cámaras de exposición a aire contaminado el humo diésel se ha asociado a disfunciones vasculares y formación de trombos en períodos de exposición de tan solo 6 horas.

Estos estudios muestran un mecanismo que asocia la polución de materia particulada con un aumento de morbilidad y mortalidad cardiovascular.
La norma de emisiones Euro 6 permite emitir a los vehículos diésel hasta 600 000 millones de partículas de hollín por km.
La norma Euro 6 permite a los motores diésel emitir monóxido de carbono (CO) hasta 500 mg/km.
La norma Euro 6 permite a los motores diésel emitir NO + NO2 hasta 80 mg/km.

## Motores de gasolina
Estudios recientes sobre motores de gasolina de inyección directa GDI mostraron que emitían entre 10 y 100 veces más partículas finas de hollín que los motores diésel catalizados. Bajo el microscopio se comprobó que las partículas primarias medían entre 10 y 20 nanómetros y luego se aglomeraban hasta medir entre 80 y 100 nanómetros cuando salían del escape. Una vez respiradas estas partículas permanecen en el cuerpo para siempre. Pueden atravesar la membrana de los alvéolos pulmonares e introducirse en el flujo sanguíneo ya que los pulmones solo pueden retirar partículas superiores a 200 nanómetros. Entonces las partículas pueden llegar a cualquier parte del cuerpo y producir daños y tumores.
Se observó que toxinas sólidas o líquidas resultantes del proceso de combustión, como los HAP, se acumulan en la superficie de las partículas de modo que estas actúan de «caballo de Troya» para transportarlas hasta el flujo sanguíneo. En un estudio se midió una concentración de benzopireno que alcanzó 1700 veces el nivel autorizado por la UE (1 ng/m³). Es decir, un metro cúbico de humo de escape transformó 1700 metros cúbicos de aire limpio en una mezcla carcinógena según el nivel autorizado por la UE.
La norma de emisiones Euro 6 permite a los vehículos de gasolina de inyección directa emitir hasta 6 billones de partículas de hollín por km.
La norma Euro 6 permite a los motores de gasolina emitir monóxido de carbono (CO) hasta 1000 mg/km.
La norma Euro 6 permite a los motores de gasolina emitir NO + NO2 hasta 60 mg/km.